# Half Moon Island
Halfmoon Island (lub Half Moon Island)  — niewielka wysepka wulkaniczna o kształcie półksiężyca, leżąca 120 km na północ od Półwyspu Antarktycznego w archipelagu Szetlandów Południowych.

## Fauna i flora wyspy
Na Halfmoon Island gniazduje licząca około 2000 par kolonia pingwinów antarktycznych, w dużej liczbie gnieździ się tam wydrzyk antarktyczny, rybitwa antarktyczna i oceannik żółtopłetwy. W mniejszej liczbie występują także m.in. mewy południowe i kormorany niebieskookie. Wyspa ta stanowi miejsce odpoczynku dla płetwonogich, uchatek antarktycznych i weddelek arktycznych. Czasem widuje się tam także słonie morskie.
Wzniesienia na wyspie są pokryte gołoborzami porastanymi przez kilka gatunków mchów i porostów, występuje na niej także śmiałek antarktyczny.

## Obecność ludzka
W południowo-zachodniej części wyspy znajduje się utworzona w latach 50. argentyńska letnia stacja polarna Cámara, posiadająca m.in. małą kolejkę linową służącą do transportu towarów w relacji brzeg-baza oraz hangar dla pojazdów terenowych. 
Na Halfmoon Island często przypływają ekspedycyjne statki polarne (np. MV Lyubov Orlova) należące do operatora Quark Expeditions. Jest to popularny cel rejsów turystycznych.

## Galeria

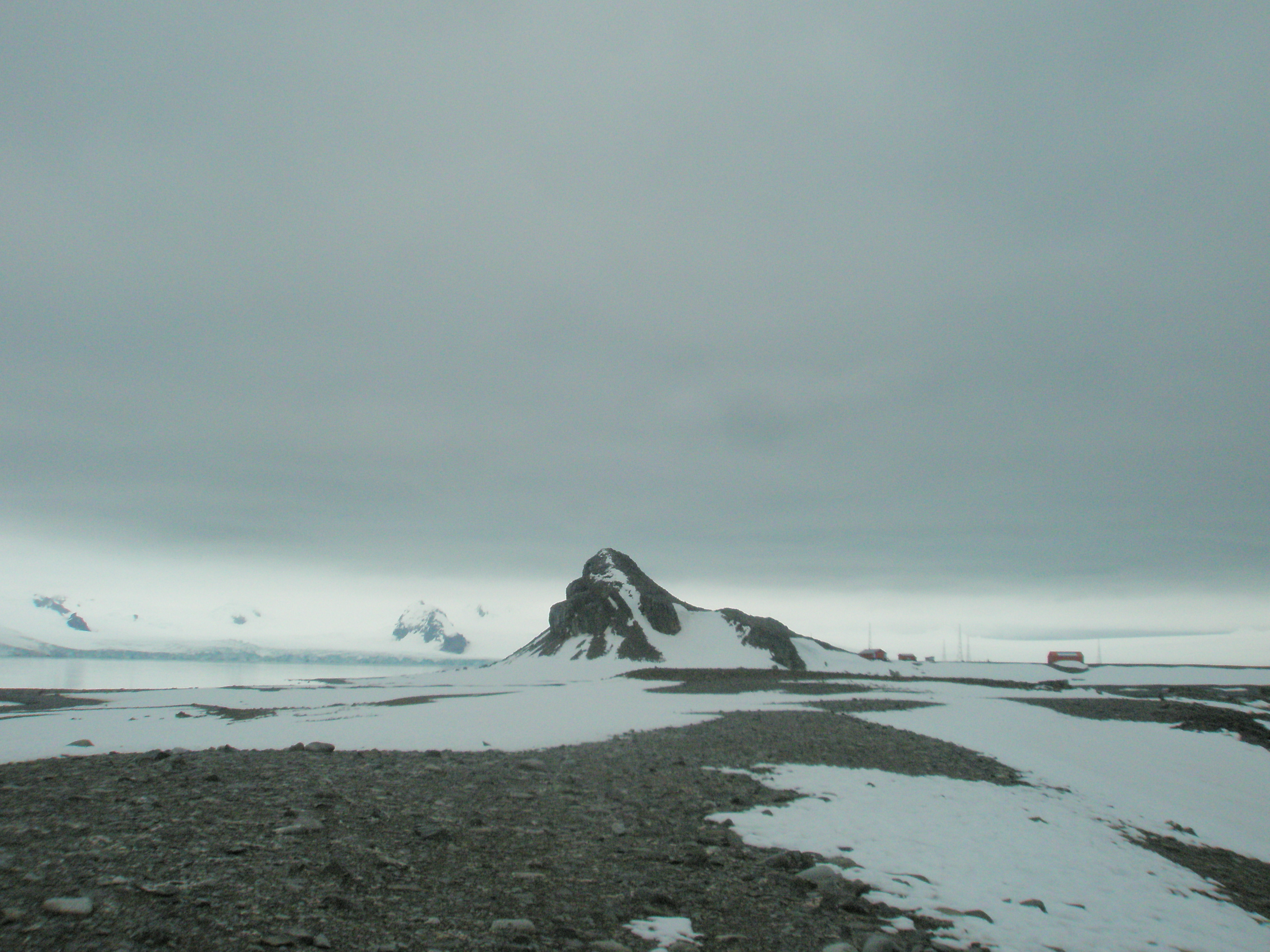
Panorama Halfmoon Island - w tle argentyńska stacja badawcza Base Camara
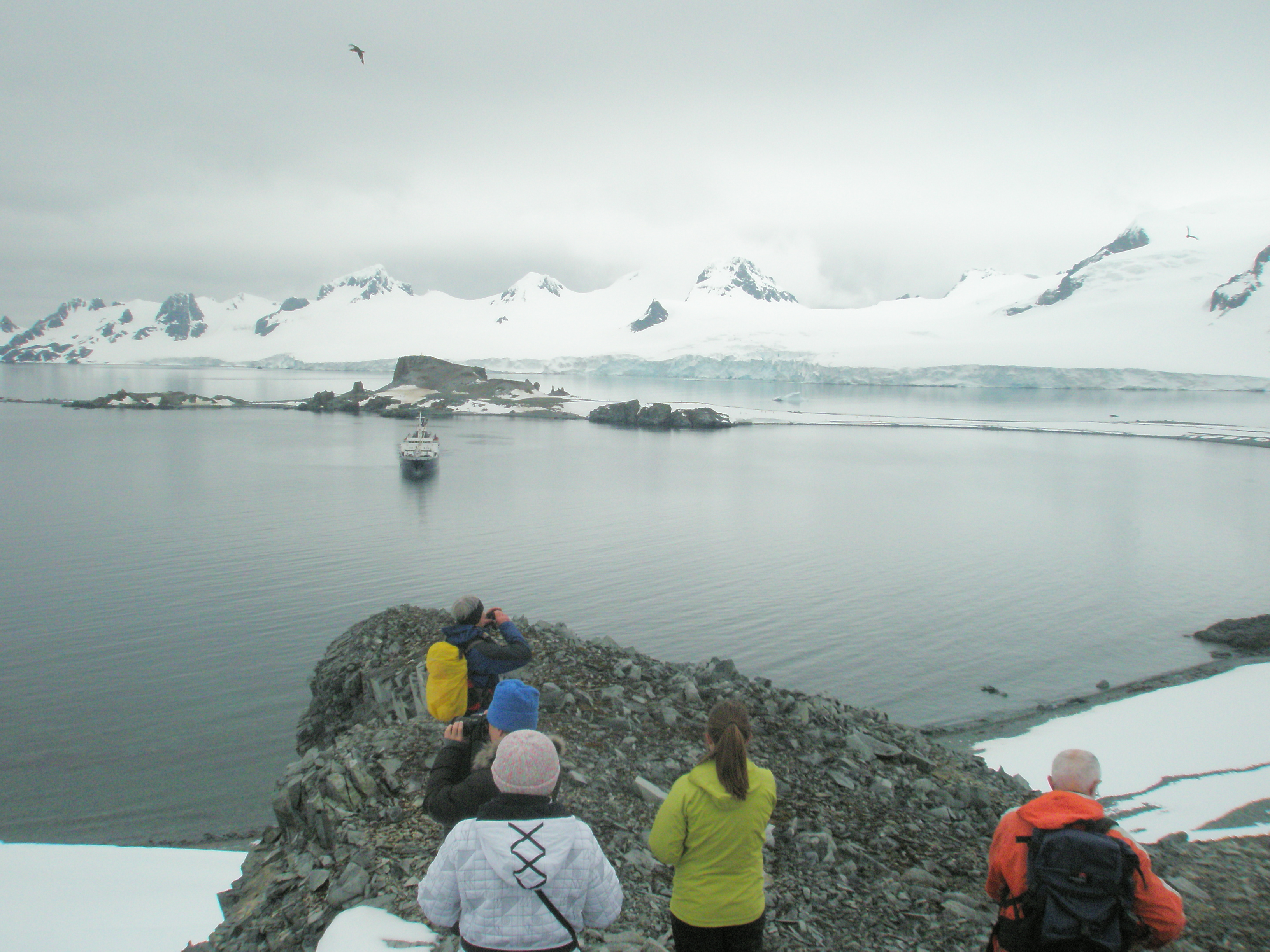
Halfmoon Island (i MV Lyubov Orlova w zatoce) widziana z jej najwyższego wzniesienia; Base Camara znajduje się na dole po prawej stronie
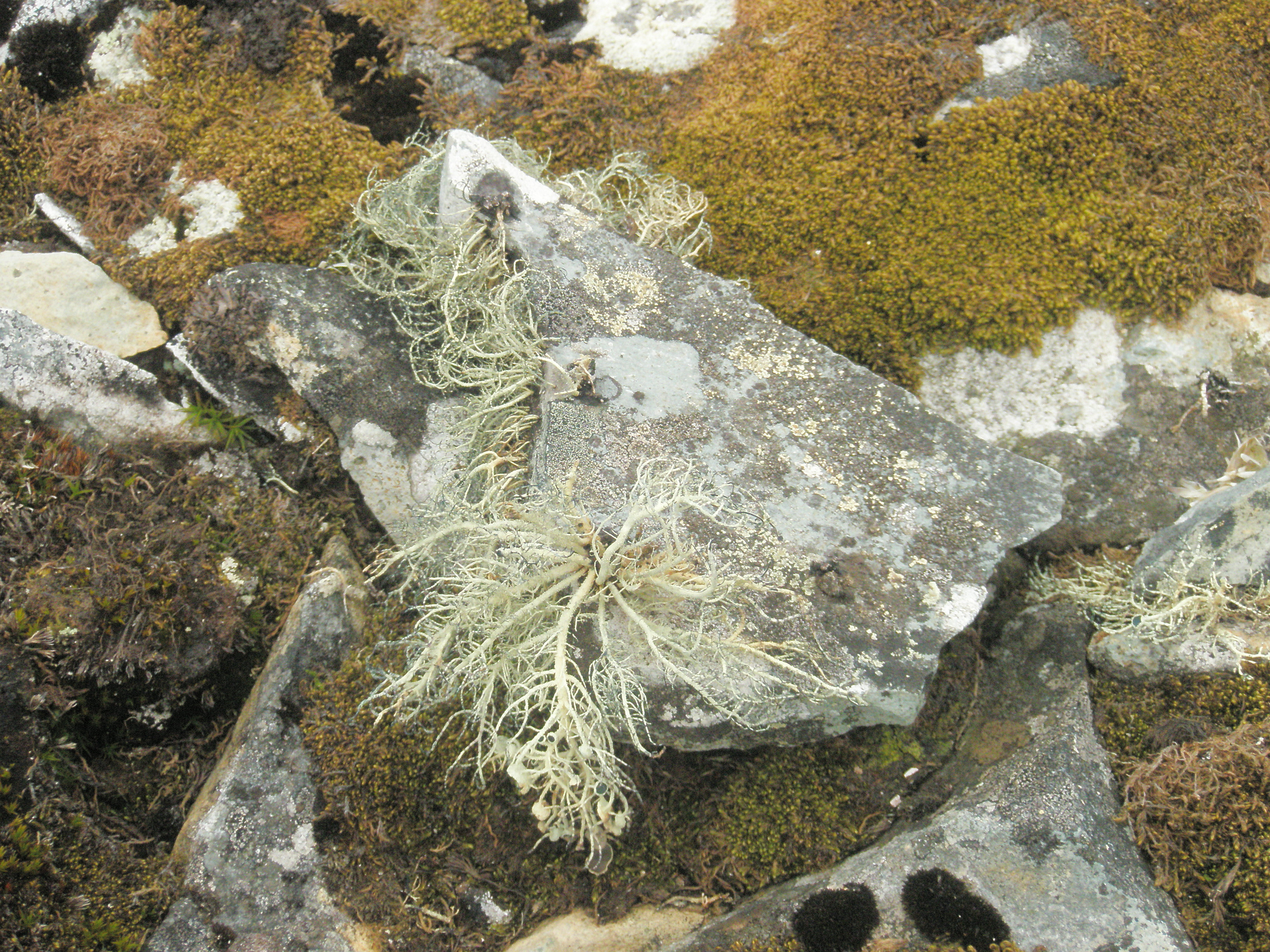
Różne gatunki mchów i porostów porastających najwyższy szczyt Halfmoon Island